# Salesiánské středisko mládeže – dům dětí a mládeže České Budějovice

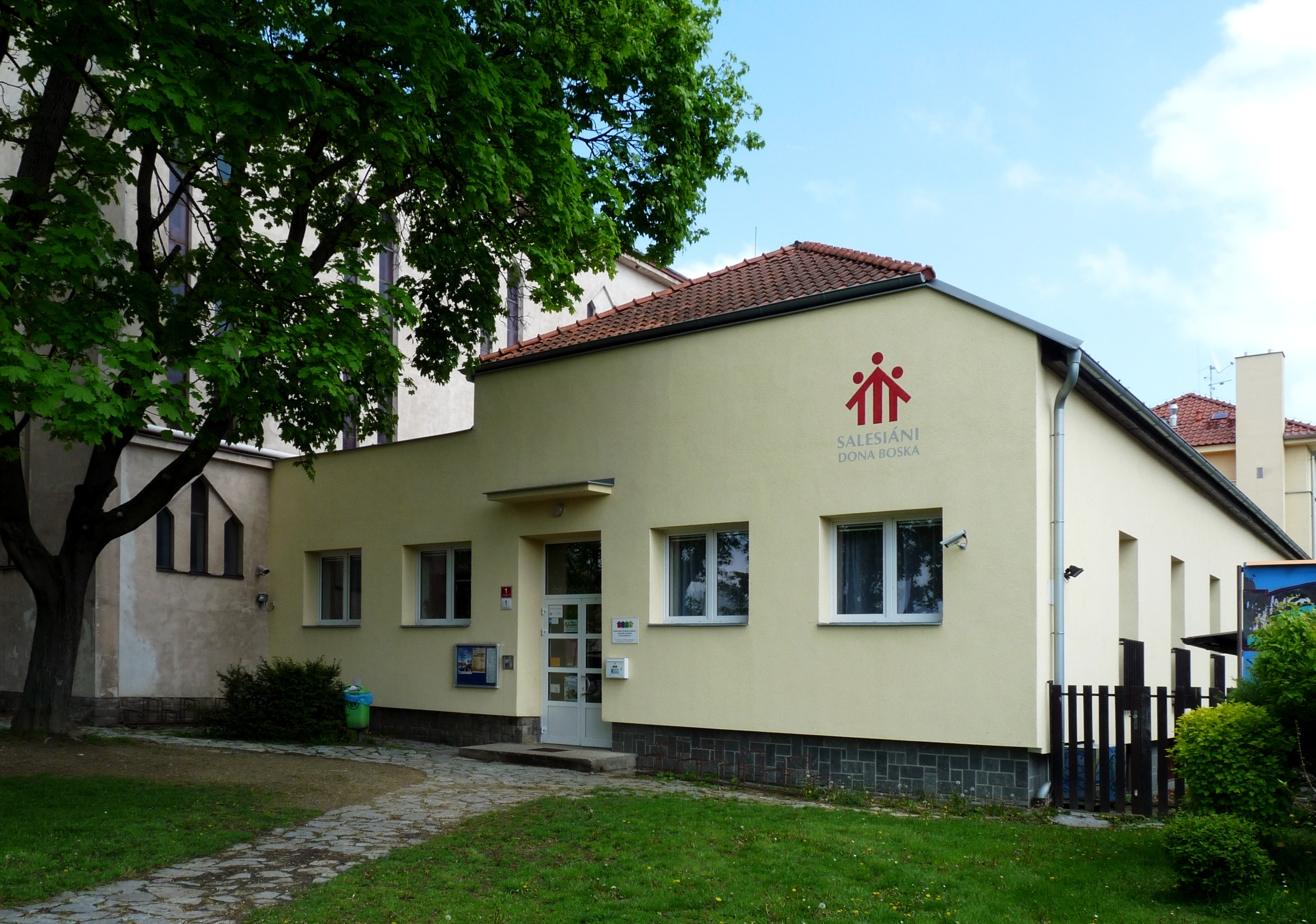
Budova střediska

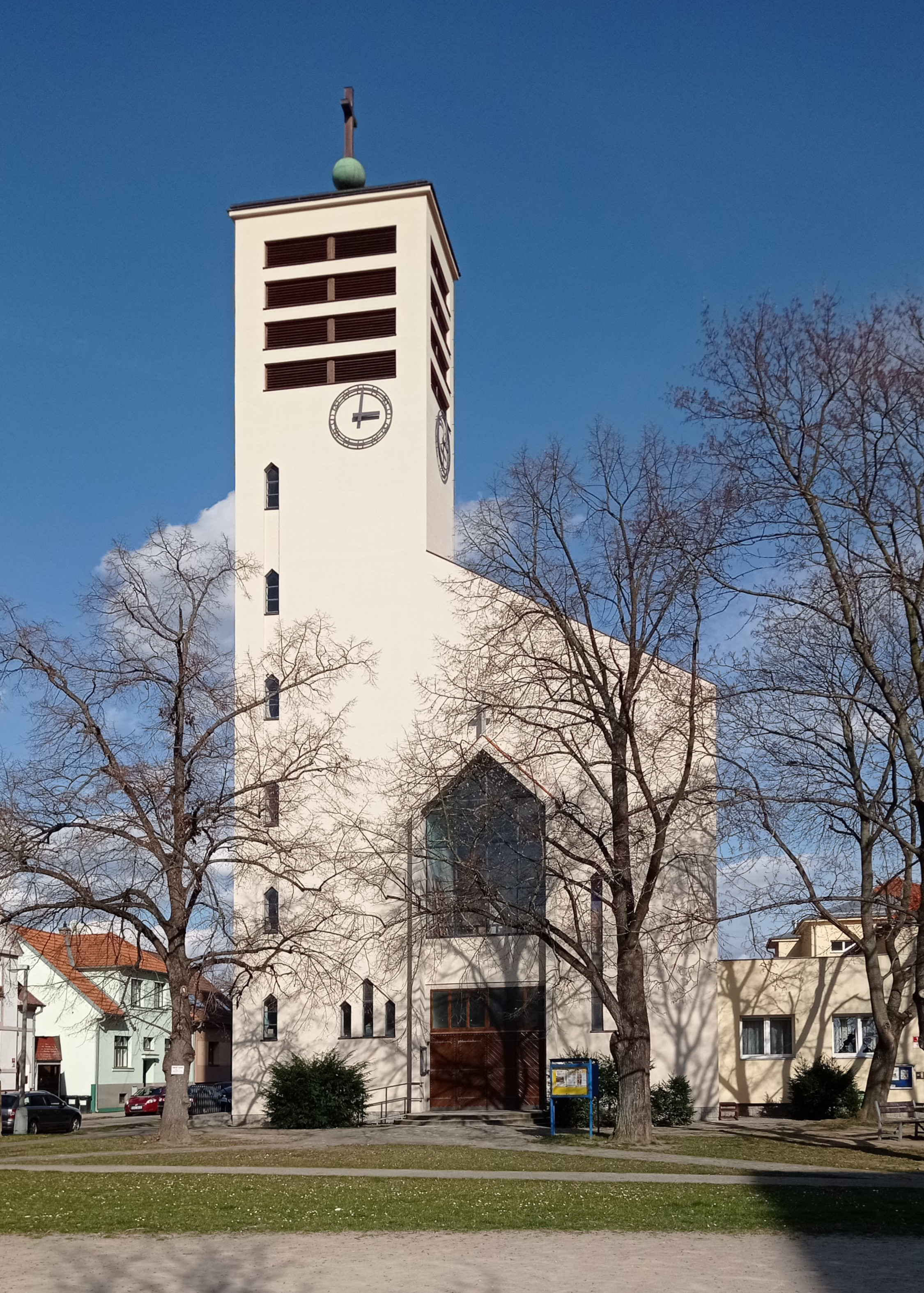
Farní kostel sv. Vojtěcha s přilehlou budovou střediska.

Salesiánské středisko mládeže – dům dětí a mládeže České Budějovice (zkráceně SaSM – DDM ČB) je salesiánské středisko mládeže nacházející se ve farnosti sv. Vojtěcha v Českých Budějovicích. Hlavním cílem je poskytnutí místa pro aktivní trávení volného času dětí a mládeže v duchu salesiánské pedagogiky.

## Historie
Salesiáni působili v Českých Budějovicích neveřejně již od roku 1980, ale správa zdejší farnosti byla salesiánům oficiálně svěřena až 1. července 1990. 1. září 1995 bylo Salesiánskou provincií Praha založeno Salesiánské středisko mládeže se sídlem v budově přilehlé kostelu. Ta byla v letech 1997 až 1998 přestavěna.
1. září 1999 středisko zařazeno na seznam škol a školských zařízení Ministerstva školství, mládeže a tělovýchovy a 24. června 2006 bylo zapsáno de rejstříku školských právnických osob.
V roce 2008 vybudovalo středisko ve spolupráci s městem kontaktní centrum Maják, jehož činnost je zaměřena především na děti a mládež romské komunity na sídlišti Máj.
Ve dnech 15. až 17. října 2010 připravilo Salesiánské středisko spolu s Farností sv. Vojtěcha třídenní program oslav určených pro širokou veřejnost. Oslavy byly zakončeny bohoslužbou, kterou sloužil biskup pražské římskokatolické arcidiecéze Karel Herbst.
Začátkem školního roku 2014/2015 se hlavní činnosti Salesiánského střediska přesunuly do nově postaveného komunitního centra na sídlišti Máj, zájmové kroužky zůstaly v původní budově u Kostela sv. Vojtěcha.

## Činnost

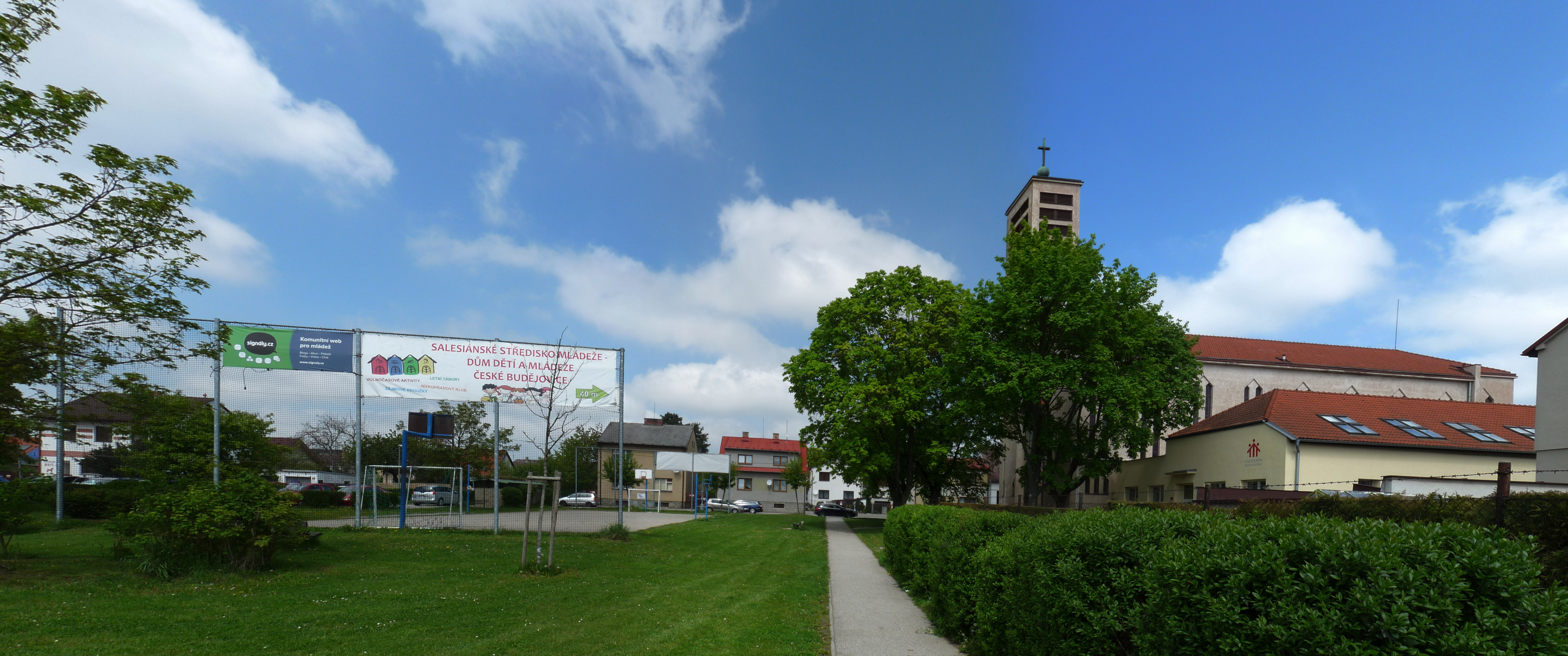
Prostranství před centrem s kostelem sv. Vojtěcha

Středisko se zaměřuje na práci s dětmi a mládeží v jejich volném čase, i pomoci sociálně vyloučeným dětem a mládeži a jejich rodinám. Své cíle uskutečňuje prostřednictvím pravidelných programů, jako jsou zájmové kroužky, nízkoprahové kluby, terénní práce sociálních pracovníků, dětské tábory (tzv. Chaloupky) a pořádá i nepravidelné akce, jako jsou plesy, Zábavné akademie Dona Bosca, aj.

### Audiovizuální tvorba
Ve školním roce 2008/2009 se do nabídky zájmových kroužků poprvé dostal mediální kroužek, který nepravidelně dodával reportáže pro televizi Noe a jehož prvním debutem byla krátká groteska Stan, poprvé představená na konci školního roku 2008/2009.
V roce 2010 se během třídenních oslav 20. výročí působení salesiánů v Českých Budějovicích filmařský kroužek podílel na natáčení Galakoncertu díků a jeho přenos na televizní obrazovky v interiéru kostela sv. Vojtěcha. Záznam tohoto koncertu byl spolu s dokumentárním filmem Sousedé od věže v roce 2011 vydán na DVD.
Groteska Stan získala v roce 2011 2. místo v kategorii do 9 let na mezinárodním festivalu Juniorfilm. Během téhož roku začal filmařský kroužek natáčet preventivně výchovný film pod pracovním názvem Na kole bezpečně. Tento film byl poprvé představen 29. května 2012 pod již pozměněným názvem Bezpečně na kole a následně byl distribuován do několika jihočeských základních škol.

### Chaloupky
Chaloupky jsou křesťanské dětské tábory, které ale nejsou určeny pouze pro děti z křesťanských rodin. Název je odvozen od akcí pro mládež, které organizovali Salesiáni tajně v době komunistického režimu.

### Otevřené kluby

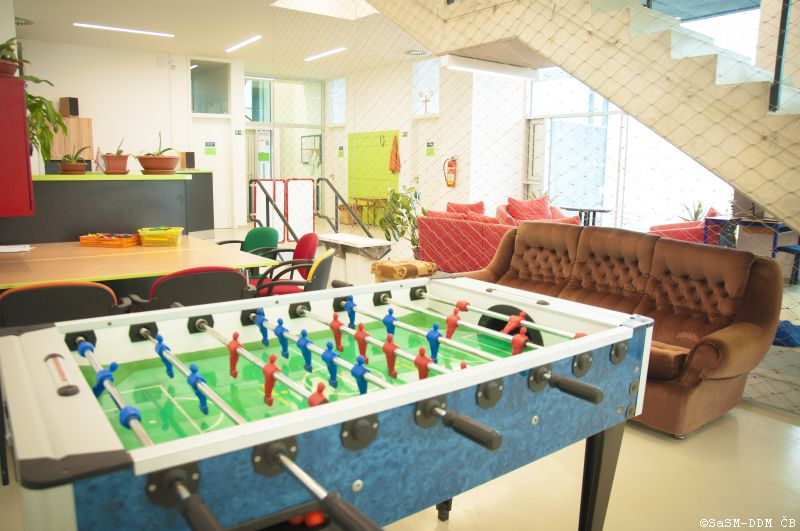
Prostory NZDM Oráč v Komunitním centru Máj.

Salesiánské středisko mádeže provozuje tzv. Otevřené kluby, které jsou zaměřeny na práci s neorganizovanými dětmi a mládeží a s dětmi a mládeží z romské komunity. Původně byly programy etnicky smíšené, později ale došlo k jejich rozdělení na část věnující se Romům a na část věnující se "neromům". V programech otevřených klubů je zařazeno doučování, sociální poradenství, volnočasové aktivity a terénní práce s dětmi na sídlišti Máj i s romskými rodinami.

## Dobrovolnictví
Středisko využívá práce dobrovolníků a praktikantů z Teologické fakulty, ze Zdravotně-sociální fakulty a z Pedagogické fakulty Jihočeské Univerzity a Vyšší odborné školy sociální v Prachaticích, kteří se podílí na všech jeho činnostech. Středisko je klinickým pracovištěm Teologické fakulty a Zdravotně sociální fakulty Jihočeské univerzity. Ve školním roce 2011/2012 pracovalo ve Středisku pravidelně 63 dobrovolníků a 53 praktikantů a celkem 75 dobrovolníků se podílelo na přípravě a průběhu letních táborů.
V roce 2011 se Salesiánské středisko zapojilo spolu s místním dobrovolnickým centrem organizace ADRA, dobrovolnickým centrem Diecézní charity a s Ústavem zdravotně sociální práce Zdravotně-sociální fakulty Jihočeské univerzity do projektu Dobrovolnictví pro České Budějovice, v jehož rámci byla se uskutečnila benefiční akce v místním Mercury centru a v ulicích Českých Budějovic proběhl tzv. Průvod dobrovolníků, pořádaný v celkem dvanácti městech České republiky současně.